# Chongpyong
Chongpyong (Hán Việt: Định Bình) là một huyện của tỉnh Hamgyong Nam tại Cộng hòa Dân chủ Nhân dân Triều Tiên. Huyện giáp với tỉnh Pyongan Nam ở phía nam và giáp với vịnh Đông Triều Tiên ở phía đông.
Đỉnh cao nhất trên địa bàn là Noranbong. Hầu hết đất đai trong huyện là đồi núi, nhưng phía đông nam lại bằng phẳng. Dòng sông chính là sông Kumjin. Vào mùa đông, với khí hậu lục địa, thời tiết ở đây rất lạnh, tuy nhiên, ảnh hướng của dãy núi Rangrim đã làm cho khí hậu Chongpyong ông hòa hơn so với khu vực gần Hoàng Hải.
Lúa gạo được trồng tại các vùng đất thấp ở phía tây nam, nơi đất đai màu mỡ. Một số nông trại và cựa hoa quả cũng nằm trên địa bàn. Do vị trí ven biển, ngành ngư nghiệp cũng hoạt động tại huyện. Các tuyến đường sắt đi qua Chongpyong bao gồm tuyến Wonsan và tuyến Hamgyong (nay là tuyến Pyongra).
Năm 2008, dân số toàn Huyện Chongpyong là 179.114 người (84.130 nam và 94.984 nữ), trong đó, dân cư đô thị là 53.159 người (29,7%) còn dân cư nông thôn là 125.955 người (70,3%).